# Sunshine Coast
Pour les articles homonymes, voir Sunshine Coast (homonymie).
Ne doit pas être confondu avec Gold Coast.

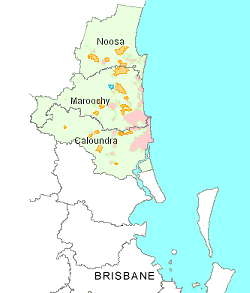
La Sunshine Coast.

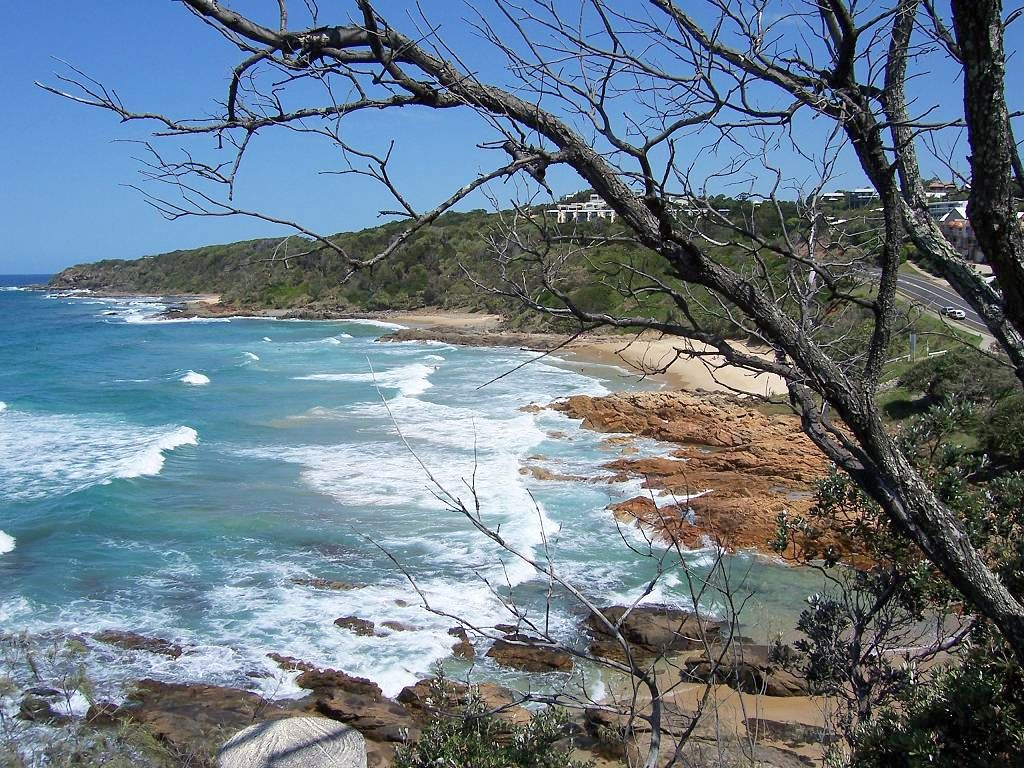
Coolum Beach, côté sud.

La Sunshine Coast (en français : « Côte ensoleillée ») est une région côtière d'Australie, située dans la région administrative du Queensland du Sud-Est, à 100 km au nord de Brisbane, capitale de l'État du Queensland. Cette région est l'une des plus habitées du Queensland, avec une population de 398 840 habitants en 2021.
La Sunshine Coast comprenait trois zones d'administration locale (Local Government Areas) — le comté de Noosa au nord, celui de Maroochy au centre et la ville de Caloundra au sud — qui fusionnent en 2008 pour former la région de la Sunshine Coast. Le comté de Noosa retrouve son indépendance en 2014. La région est bordée par la mer de Corail à l'est de l'océan Pacifique à l'est et le Blackall Range, chaîne de montagnes nommées en l'honneur de Samuel Blackall, à l'ouest. On rattache quelquefois à cette région les villes de Gympie, au nord de Noosa Heads, ainsi que Caboolture, au sud de Caloundra.
Le tourisme est très développé sur la Sunshine Coast, avec les plages réputées de Noosa Heads, Alexandra Headland, Mooloolaba, Coolum Beach, ainsi que Moffat Beach et Kings Beach non loin de Caloundra.

## Climat
Sunshine Coast a un climat subtropical humide (Köppen: Cfa), comme le Queensland du Sud-Est Les étés sont chaud et humide, avec beaucoup d'orages et d'averses. Cependant, les hivers sont très doux et assez secs; mais il n'y a pas de saison sèche.
Sunshine Coast, Australie
| Mois                                            | jan.  | fév.  | mars  | avril | mai   | juin  | jui. | août | sep. | oct. | nov. | déc.  | année   |
| ----------------------------------------------- | ----- | ----- | ----- | ----- | ----- | ----- | ---- | ---- | ---- | ---- | ---- | ----- | ------- |
| Température minimale moyenne (°C)               | 21,3  | 21,3  | 20,2  | 17,1  | 13,7  | 11,3  | 9,7  | 9,9  | 13   | 15,7 | 17,9 | 19,9  | 15,9    |
| Température moyenne (°C)                        | 25,2  | 25,1  | 24,1  | 21,6  | 18,6  | 16,4  | 15,5 | 16,1 | 18,7 | 20,7 | 22,6 | 24,2  | 20,7    |
| Température maximale moyenne (°C)               | 29    | 28,9  | 28    | 26,1  | 23,5  | 21,5  | 21,2 | 22,3 | 24,3 | 25,7 | 27,2 | 28,4  | 25,5    |
| Record de froid (°C)                            | 14,5  | 14,4  | 10,9  | 7,3   | 3,3   | 1,5   | −0,7 | 1,3  | 3,4  | 7,1  | 5,7  | 10    | −0,7    |
| Record de chaleur (°C)                          | 41,3  | 38,7  | 36,2  | 33,5  | 31,5  | 29,1  | 31,4 | 35   | 35,7 | 37   | 41   | 38,4  | 41,3    |
| Précipitations (mm)                             | 153,9 | 219,6 | 185,2 | 144,3 | 164,9 | 108,9 | 69,8 | 66,4 | 52,6 | 91,9 | 81,5 | 154,8 | 1 494,8 |
| dont nombre de jours avec précipitations ≥ 1 mm | 10,3  | 11,5  | 12,4  | 11,1  | 9,8   | 8,8   | 6,9  | 5,2  | 5,4  | 7,3  | 6,9  | 9,9   | 105,5   |
| Humidité relative (%)                           | 70    | 71    | 69    | 68    | 65    | 63    | 59   | 59   | 63   | 66   | 67   | 69    | 66      |